# Fuxi

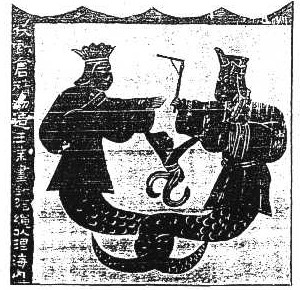
Fuxi (derecha) y su hermana/esposa Nüwa (izquierda)

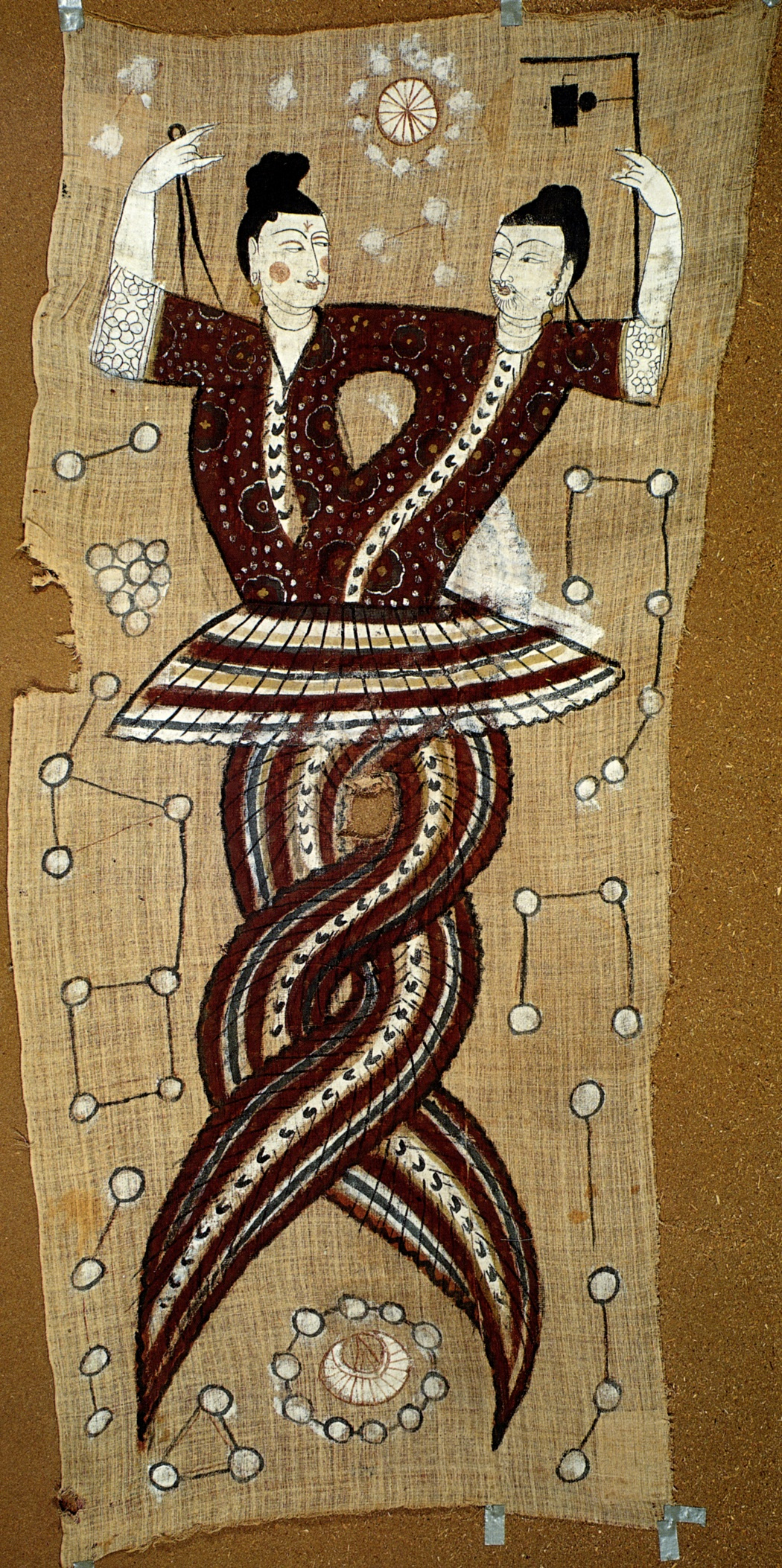
Nüwa con el Compás y Fúxī con la escuadra

Fuxi o Fu Xi (chino: 伏羲, pinyin Fúxī, Wade-Giles: Fu-hsi o Fu Hsi) fue el primero de los mitológicos Tres augustos y cinco emperadores de la antigua China. También se le conoce como Paoxi (庖犧; páoxī). Se le atribuye la invención de la escritura, la pesca y la caza. Se representa como mitad hombre mitad serpiente.

## Tradición
Según la tradición fue el descubridor de los Ocho Trigramas, o Bāgùa (八卦), que suponen es la base del I Ching y que le fueron revelados de manera sobrenatural al verlos escritos sobre el lomo de un animal mitológico, descrito como un dragón-caballo, que salió del Río Amarillo. Este dibujo es conocido como el Diagrama del Río (Amarillo) (河圖; Hétù) y se tiene también como el origen de la caligrafía china.
El siguiente párrafo, en el que se describe la importancia de Fuxi, pertenece al Báihǔ tōngyì (白虎通義), escrito por Ban Gu (32 - 92) a comienzos de la Dinastía Han Posterior: 

En el principio no existían ni la moral ni el orden social. Los hombres sólo conocían a sus madres, no a sus padres. Cuando estaban hambrientos, buscaban comida; cuando estaban satisfechos, tiraban los restos. Devoraban los animales con la piel y el pelo, bebían su sangre y se vestían con pieles y juncos. Entonces llegó Fuxi y miró hacia arriba y contempló lo que había en los cielos y míró hacia abajo y contempló lo que ocurría en la tierra. Unió al hombre con la mujer, reguló los cinco cambios y estableció las leyes de la humanidad. Concibió los ocho trigramas para conseguir el dominio sobre el mundo.

Fuxi enseñó a sus súbditos a cocinar, a pescar con redes, a cazar con armas de hierro. Institucionalizó el matrimonio y ofreció los primeros sacrificios. En una lápida de piedra del año 160 d. C. se lo muestra con Nüwa, su hermana y/o esposa.
También se le atribuye la invención, junto a Shennong y a Huang Di, del guqin, un instrumento chino de cuerda.